# 2022년 11월 영국 가을 성명
2022년 11월 영국 가을 성명은 영국의 재무장관 제러미 헌트가 2022년 11월 17일 영국 하원에 제출했는데, 원래 예정이었던 10월 31일보다 3주 연기되었다. 이 예산은 진행 중인 영국의 생활비 위기를 다루었으며, 영국을 경기 침체에서 벗어나게 하기 위해 5년간의 세금 인상과 지출 삭감 패키지를 발표했다. 같은 날 예산 책임실 (OBR)이 발표한 경제 전망에 따르면 영국은 두 분기 연속 경제 위축을 겪은 후 경기 침체에 진입했으며, 2023년에도 영국 경제가 위축될 것으로 예측했다. 가계의 가처분 소득 감소도 예상되었다.
헌트는 성명에서 2025년까지 예정된 공공 지출 계획을 유지하겠다고 약속했지만, 그 이후에는 지출이 둔화될 것이라고 말했다. 그는 또한 소득세 최고 세율 적용 대상이 되는 소득 기준을 낮추고, 국가 최저 임금 인상과 함께 물가 상승률에 맞춰 연금 및 혜택 인상을 발표했다. 에너지 가격 보증은 2023년 4월까지 연장되었지만, 2,500파운드에서 3,000파운드로 인상되었다. 그림자 재무장관 레이철 리브스는 이러한 조치를 리즈 트러스 정부가 초래한 "경제적 학살에 대한 청구서"라고 표현했다.

## 배경
가을 성명은 제러미 헌트 재무장관이 전임자인 쿼지 콰텡이 발표한 미니 예산의 여파로 제출되었는데, 콰텡은 리즈 트러스의 단명한 정부에서 재무장관을 지냈다. 2022년 9월 콰텡이 발표한 이 성명은 경제 성장을 촉진하기를 희망했던 450억 파운드 규모의 저세율 고지출 프로그램이었지만, 대신 경제적 혼란, 파운드 약화, 그리고 잉글랜드 은행의 영국 채권 시장에 대한 금융 개입으로 이어져 붕괴를 막았다. 300억~400억 파운드의 재정 적자로 인해 시장은 이 부채를 어떻게 갚을지 우려했다. 트러스와 콰텡은 미니 예산에 대한 준비 부족을 인정했지만, 세계적인 사건들이 부정적인 영향을 미 미쳤다고 주장했다. 헌트가 10월에 콰텡을 대신하여 재무장관이 된 후, 그는 영국 하원에 대한 비상 성명에서 미니 예산의 대부분 조치를 뒤집었다. 중기 재정 계획을 제공하는 추가 성명은 콰텡에 의해 10월 31일로 예정되었고, 예산 책임실의 동반 예측도 같은 날 발표될 예정이었지만, 헌트가 트러스의 후임자인 리시 수낵에 의해 재무장관으로 유임된 후, 그는 성명을 11월 17일로 연기했으며, 동시에 그 범위가 장기 계획을 개괄할 수 있는 전체 가을 성명으로 확장될 것이라고 발표했다. 그때까지 시장은 안정되었고, 공식 예측에 따르면 정부 부채에 대한 이자가 이전에 생각했던 것보다 최대 100억 파운드 낮을 수 있다고 한다. 헌트는 날짜를 연기하면 "정확한 경제 예측"을 기반으로 성명을 발표할 수 있을 것이라고 주장했다.
11월 3일 잉글랜드 은행은 기준 금리를 0.75% 인상하여 3%로 만들었는데, 이는 1989년 이후 가장 큰 단일 금리 인상이었으며, 최소 2년간 지속될 경기 침체를 경고했다. 11월 11일 영국 통계청이 발표한 수치에 따르면 영국 경제는 2022년 7월에서 9월 사이에 0.2% 위축되었다. 11월 13일 BBC의 로라 쿤스버그와의 인터뷰에서 헌트는 성명에 에너지 가격 보증이 2023년 4월에 만료된 후 높은 에너지 요금에 직면한 사람들을 위한 추가 지원에 대한 세부 사항이 포함될 것이며, 세금이 인상될 필요가 있다고 경고했다: "세금이 오를 것이라는 점을 명확히 했습니다." 11월 15일, 10월 동안 인플레이션이 전월 10.1%에서 11.1%로 상승하여 1981년 이후 최고치를 기록했다는 보도가 나왔다. 같은 날, 발리에서 열린 제17차 G20 정상회의에 참석한 수낵은 인플레이션을 줄이는 것이 우선 순위가 될 것이며, 다가오는 가을 성명에서 내려지는 결정은 모든 사람이 부채 감소의 혜택을 받을 수 있도록 "공정"한 방식으로 이루어질 것이라고 말했다.
정부가 부채 계산 방식을 변경한 것이 드러나면서 영국 부채의 실제 규모에 대한 논의가 있었다. 11월 10일, 중도 좌파 싱크탱크인 프로그레시브 이코노미 포럼은 "블랙홀"의 실제 규모와 이를 메우기 위해 세금 인상 및 긴축 조치가 필요한지에 대해 의문을 제기했다. 싱크탱크는 이전에 사용된 방식으로 부채를 계산하면 당시 최대 500억 파운드로 추정되던 일반적인 수치 대신 140억 파운드의 차이가 나타날 것이라고 주장했다. 이에 대해 영국 재무부는 공공 재정이 예산 책임실에 의해 독립적으로 평가될 것이라고 밝혔다. 예산 책임실은 이후 공공 재정에 550억 파운드의 격차가 있다고 밝혔다.

## 성명

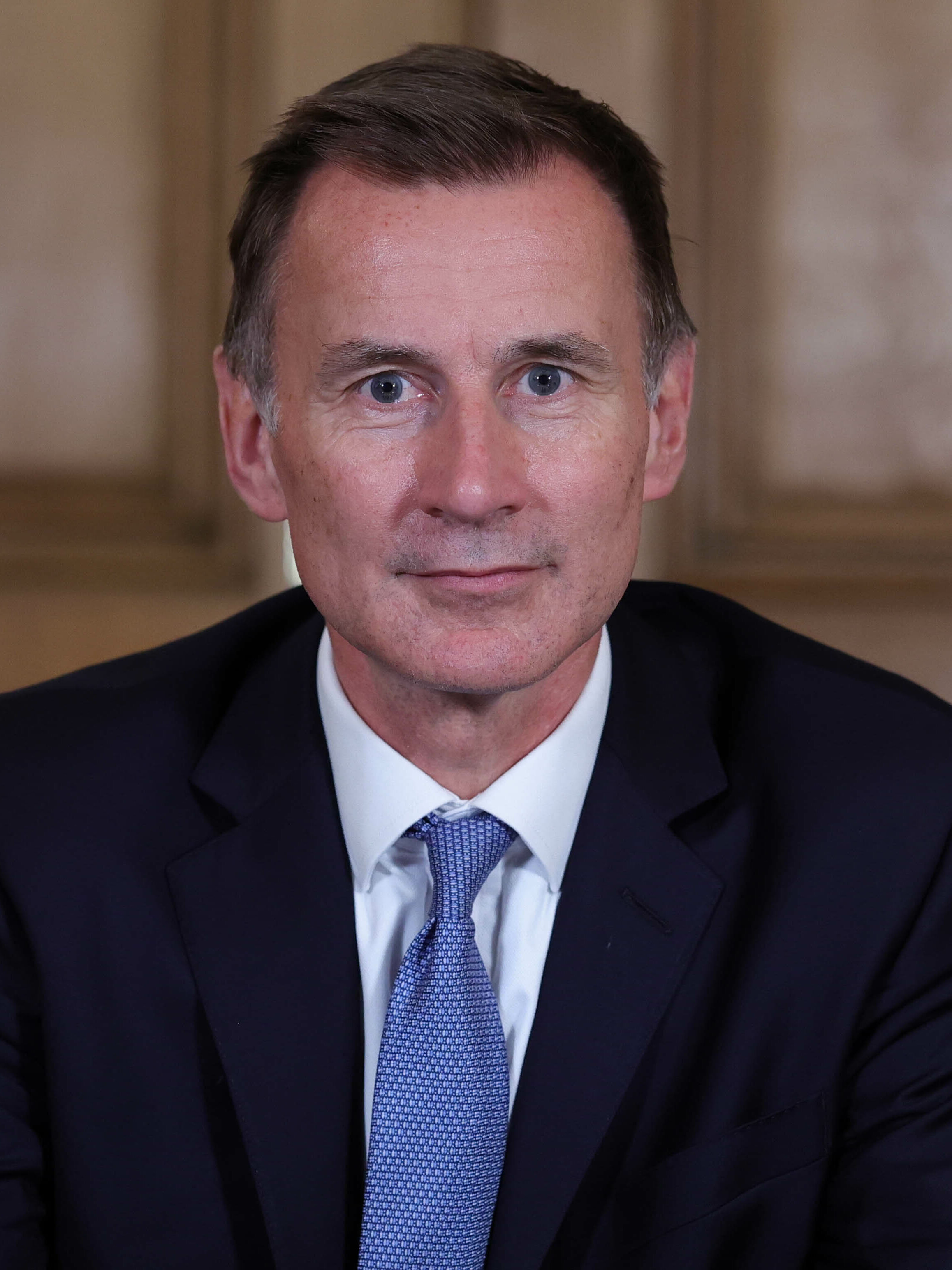
쿼지 콰텡이 리즈 트러스에 의해 2022년 10월 14일 해고된 후 제러미 헌트가 재무장관으로 임명되었다. 그는 트러스의 사임 이후 리시 수낵 휘하에서 재무장관직을 유지했다.

헌트가 "전례 없는 세계적인 역풍에 직면하여" 발표했다고 설명한 성명은 550억 파운드 상당의 5개년 세금 인상 및 지출 삭감 프로그램을 제시했는데, 재무장관은 이것이 "더 얕은 경기 침체"와 더 적은 일자리 손실로 이어질 것이라고 주장했다. 이로 인해 향후 2년간 정부 지출이 전반적으로 증가하며, 2025년까지 공공 지출 목표를 유지하겠다는 약속이 포함되었다. 헌트는 이러한 조치들이 인플레이션을 억제하는 데 도움이 될 것이며, 그 결과 생활 수준 하락과 가족들의 "실질적인 어려움"을 초래했다고 말했다. 그는 전임자인 쿼지 콰텡에 대해 9월 미니 예산에서 성장을 우선시한 것이 "옳았다"고 말했지만, "재원 조달이 안 된 세금 감면은 재원 조달이 안 된 지출만큼 위험하다"고 덧붙였다.
가을 성명과 동시에 발표된 보고서에서 예산 책임실 (OBR)은 영국 경제가 두 분기 연속 위축된 후 경기 침체에 진입했다고 결론 내렸다. OBR은 2022년 전체 성장률을 4.2%로 예측하면서도 2023년에는 경제가 약 1.4% 위축될 것으로 예상했다. 그러나 그 이후에는 2024~2026년에 성장할 것으로 예측했는데, 2024년에는 1.3%, 2025년에는 2.6%, 2026년에는 2.7%를 기록할 것으로 보았다. 인플레이션율은 2022년 9.1%, 2023년 7.4%로 예측되었다. 실업률은 3.6%에서 2024년까지 4.9%로 상승할 것으로 예상되었다. OBR은 또한 가처분 소득이 향후 2년간 7.1% 감소하여 1956~57년 기록이 시작된 이래 최저 수준으로 떨어지고, 소득은 2013년 수준으로 감소할 것으로 예측했다.

### 주요 내용
- 정부는 부채 및 지출 목표 달성 계획 기간을 3년에서 5년으로 연장한다.[18]
- 예정된 공공 지출 계획은 2025년까지 유지되지만, 그 이후에는 더 느리게 증가할 것이다.[18]
- 잉글랜드의 NHS 예산은 2023~24년과 2024~25년 동안 매년 33억 파운드 증가하며, 학교 지출은 같은 기간 동안 23억 파운드 증가한다.[18]
- 국방비는 국민 소득의 2%로 유지된다.[18]
- 해외 원조 지출은 공식 목표인 0.7%보다 낮은 0.5%로 2028년까지 유지된다.[18]
- 이양된 정부는 2023~24년과 2024~25년 동안 추가 자금을 받게 되며, 이는 스코틀랜드에 15억 파운드, 웨일즈에 12억 파운드, 북아일랜드에 6억 5천만 파운드에 해당한다.[22]
- 향후 5년간 사업 지원에 136억 파운드 상당의 지원이 포함되며, 사업세 지원도 포함된다.[18]
- 일부 식품을 포함한 100개 이상의 상품에 대한 수입세 2년간 면제[18]
- 온라인 판매세 부과 계획은 온라인 소매업체를 보호하기 위해 폐기되었으며, 이들은 사업세 변경으로 인해 상점보다 더 심각한 영향을 받을 것이다.[18]
- 브렉시트 이후 규제가 신흥 기술을 어떻게 지원할 수 있는지에 대한 검토가 발표되었다 (패트릭 발란스 경이 주도).[18]
- 2023년 4월부터 23세 이상 모든 연령의 국가 최저 임금을 시간당 9.50파운드에서 10.42파운드로 인상[18]
- 국영 연금, 소득 조사 혜택 및 장애 혜택 지급액 10.1% 인상으로 물가 상승률에 맞춰 인상[18]
- 기본 국영 연금 계산을 위한 삼중 잠금은 유지된다.[15]
- 45% 세율 적용 기준이 15만 파운드에서 12만 5140파운드 이상 소득으로 변경된다 (스코틀랜드 제외).[18]
- 소득세 개인 공제 및 고소득 세율 기준은 2026년 4월 대신 2028년 4월까지 2년 더 동결된다.[18]
- 주요 국민 보험 및 상속세 기준은 2026년 4월 대신 2028년 4월까지 2년 더 동결된다.[18]
- 2023년과 2024년 모두 배당금 및 자본 이득세의 비과세 공제액 감소[18]
- 지방 당국은 현재 3%에서 최대 5%까지 지방 주민 투표 없이 연간 지방세를 인상할 수 있는 권한을 부여받는다.[18]
- 가구 에너지 가격 보증은 2024년 4월까지 연장되지만, 기준은 2,500파운드에서 3,000파운드로 인상된다.[18]
- 2023~24년 에너지 지원금은 소득 조사 혜택을 받는 가구에 900파운드, 연금 수급자에게 300파운드, 장애 혜택을 청구하는 사람들에게 150파운드로 책정된다.[18]
- 석유 및 가스 회사 이익에 대한 횡재세가 25%에서 35%로 인상되고 2028년 3월까지 연장된다.[18]
- 2023년 1월부터 전력을 생산하는 기업에 대한 45%의 세금 도입[18]
- 잉글랜드의 사회 복지 비용 평생 한도는 2023년 10월에서 2025년 10월로 연기된다.[18]
- 잉글랜드의 사회 주택 임대료 인상 상한선은 2023년 4월부터 11%에서 7%로 줄어든다.[18]
- 전기차, 밴, 오토바이는 2025년 4월부터 도로세를 납부한다.[18]
- 직선 시장이 노퍽주, 서퍽주, 콘월주에, 그리고 북동 잉글랜드의 미정 지역에 발표된다.[18]
- 사이즈웰 C 원자력 발전소는 계속 진행된다.[23]
- HS2, 노던 파워하우스 레일 및 이스트 웨스트 레일은 계획대로 진행된다.[24]
- 주택 재고의 질을 향상시키기 위해 60억 파운드의 추가 예산이 발표되었다.[23]

## 반응
성명에 대해 레이철 리브스, 그림자 재무장관은 헌트가 "은밀한 세금"으로 국가의 "주머니를 털었다"고 비판하며, 그가 발표한 조치들을 리즈 트러스 정부가 초래한 "경제적 학살에 대한 청구서"라고 불렀다. 그러나 헌트는 이러한 조치들이 영국이 경제적 "폭풍"을 헤쳐나가는 데 도움이 될 것이라고 말했다. 스코틀랜드의 행정수반 니컬라 스터전은 이 성명을 "과거의 실수를 반복하는 것"이자 "긴축 재정의 재도입"이라고 묘사했다.
전반적으로 긍정적이었지만, 가을 성명에 대한 시장 반응은 파이낸셜 타임스에 의해 "조용했다"고 묘사되었다. 바클레이스 웰스의 최고 투자 책임자인 윌리엄 홉스(William Hobbs)는 예산 뒤에 있는 "성숙한 분위기와 대체로 정통적인 사고 방식"이 "잘 받아들여진 것 같다"고 말했고, 아마티 글로벌 인베스터스의 펀드 매니저인 안나 맥도널드(Anna Macdonald)는 투자 기회를 보았다: "우리는 여전히 국내 노출 주식에 대한 많은 압력과 자신감 부족을 보고 있습니다. 그러나 선택적으로 그들은 지금 매우 좋은 가치로 보입니다."
예산 책임실은 영국이 8년간의 성장을 상쇄하고 영국 가계가 기록 시작 이래 가장 큰 생활 수준 하락을 겪을 경기 침체에 진입했다고 밝혔다. 레졸루션 재단은 가을 성명이 임금 근로자들의 "압박받는 중간층"에 대한 압력을 증가시켰고, 실질 임금 회복 지연을 19년으로 연장하여 실질 임금이 2027년까지 2008년 수준으로 돌아가지 못하게 되어 임금 근로자들이 주당 292파운드(연간 약 15,000파운드) 더 적게 벌게 될 것이라고 시사했다. 파이낸셜 타임스는 재무장관이 모으려는 수입의 상당 부분이 "은밀한 세금", 즉 공제 및 기준 동결을 통해 이루어져 수백만 명의 납세자들이 임금 상승을 통해 더 높은 세금을 내게 될 것이라고 지적했다. 회계법인 무어 킹스턴 스미스의 팀 스토볼드(Tim Stovold)는 이 성명을 "가장 넓은 어깨를 가진 사람들이 가장 많이 낼 것"이라는 경고가 현실화되지 않은 최고 소득자들에게는 "상당히 부드러운 착륙"이라고 묘사했다.
가을 성명에 대한 분석에서 재정 연구소는 가장 어려운 결정이 2024년 이후로 연기되었으며, 영국이 높은 세금의 "새로운 시대"에 진입하고 있다고 말했다. BBC 정치 편집장 로라 쿤스버그는 그러한 어려운 결정이 과연 이루어질지 의문을 제기했다: "아마도 결국 다음 선거 직후에 예정된 삭감은 결코 일어나지 않을 수도 있습니다. 재무장관들은 장부를 맞추려는 시도를 계속해서 미루는 유혹을 느껴왔습니다."
공공 재정의 550억 파운드 격차에 대해, 그리고 그 정확성에 대한 논의에 이어, 노동당 대표 키어 스타머 경은 예산 책임실의 예측에 이의를 제기하지 않으며, 노동당이 2024년 총선에서 승리하면 "피해를 복구"하려고 노력할 것이라고 말했다.
영국산업연맹의 토니 댄커(Tony Danker)는 헌트가 가을 성명에서 경제 성장보다 안정과 인플레이션과의 싸움을 우선시했다고 말했다. 댄커는 증가하는 의료 및 사회 복지 비용을 충당하기 위해 더 높은 성장도 필요하다고 말했다. 댄커는 또한 이 계획에 "생산성 및 성장 저하의 또 다른 10년"을 피할 것이라는 어떠한 징후도 없다고 말했다.
사람들이 사회 복지 비용으로 지불해야 하는 금액에 대한 상한선 연기 결정에 대한 비판에 대해, 보건사회복지부 장관 스티브 바클레이는 11월 20일 BBC One의 정치 프로그램인 선데이 위드 로라 쿤스버그에서 이것이 "어려운 결정"이었지만, 2년 동안 도입을 연기하면 사회 복지에 더 많은 돈을 투자할 수 있을 것이라고 말했다.

## 같이 보기
- 가을 성명